# Guðni Th. Jóhannesson
Guðni Thorlacius Jóhannesson (Reykjavík, 26 de junho de 1968), é um político, historiador, politólogo, professor e o anterior Presidente da Islândia (2016-2024). Ele iniciou o seu mandato no dia 1 de agosto de 2016, depois de receber a maioria dos votos. Como historiador, ele era professor na Universidade da Islândia antes da eleição. O seu campo de pesquisa é a História islandesa moderna, e publicou diversos livros sobre a Guerra do Bacalhau, da Crise financeira na Islândia em 2008-2011 e sobre a presidência islandesa, entre outros assuntos. Ele também traduziu vários livros de Stephen King.

## Biografia
Guðni nasceu em Reykjavík em 1968, é filho da professora e jornalista Margrét Thorlacius e do professor de educação física Jóhannes Sæmundsson.  Seu pai morreu de câncer aos 42 anos. Ele tem dois irmãos, Patrekur Jóhannesson, um antigo jogador de handebol da liga nacional, que é treinador do time nacional de handebol austríaco e Jóhannes que trabalha com Análise de sistemas.
Guðni se casou com a Canadense Eliza Reid em 2004 e tiveram quatro filhos juntos. O casal se conheceu enquanto estudavam juntos no Reino Unido e se mudaram para a Islândia em 2003. Reid se tornou Primeira-dama da Islândia quando seu marido assumiu o cargo. Guðni também tem outra filha de um outro casamento.
Ele era estudante na Universidade de Warwick, na Universidade de Bonn, na Universidade da Islândia assim como na Universidade de Oxford. Em 2003 ganhou o título de Ph.D. pela Universidade de Londres em História.
Em 5 de maio de 2016, anunciou sua candidatura para a eleição presidencial de 25 de junho, da qual saiu vitorioso com 39,1% dos votos, contra 27,9% à sua principal adversária, empresária Halla Tómasdóttir, 3% ao escritor Andri Snær Magnason e 13,7% ao antigo primeiro-ministro Davíð Oddsson.
No dia 1 de agosto, assumiu o cargo e sucedeu a Ólafur Ragnar Grímsson. Aos 48 anos, Guðni se tornou o presidente mais novo da Islândia.

## Obras
- A história da Islândia. Greenwood, Santa Barbara, Califórnia, 2013. ISBN 978-0-313-37620-7
- Gunnar Thoroddsen. Biografia. JPV, Reykjavík 2010. ISBN 978-9935-11-163-0
- Colapso. Ilha à beira da falência e desintegração Reykjavík: JPV, 2009. ISBN 978-9935-11-063-3
- Inimigos do Estado.  Ameaças e segurança interna da Guerra Fria na Islândia Reykjavík: Mál og menning, 2006. ISBN 9979-3-2701-4
- Guerra do Bacalhau. História questão territorial 1948–1976 Reykjavík: Hafréttarstofnun Íslands, 1999. ISBN 9979-9418-2-0

### Traduções
- Stephen King: Rita Hayworth e Um Sonho de Liberdade
- Stephen King: Dolores Claiborne (Eclipse Total)
- Stephen King: Depois da Meia-noite
- Stephen King: The Langoliers (Fenda no Tempo)

## Honrarias

### Honrarias nacionais
| Fita | País     | Honra                          | Data                |
| ---- | -------- | ------------------------------ | ------------------- |
|      | Islândia | Grão-mestre da Ordem de Falcão | 1 de agosto de 2016 |